# Еди Кейхил
Едмънд Патрик „Еди“ Кейхил (на английски: Edmund Patrick 'Eddie' Cahill) е американски актьор, популярен с ролята си на детектив Дон Флак в сериала „От местопрестъплението: Ню Йорк“.

## Биография
Роден е на 15 януари 1978 г. в Ню Йорк. Баща му е стоков брокер и е с ирландски произход, а майка му, която е учителка, е с италиански произход. Има две сестри.
Кейхил се жени за дългогодишната си приятелка Ники Уберти в Лос Анджелис на 12 юли 2009 г. Синът им Хенри се ражда през 2010 г.